# Bertrand-Sévère Laurence
Pour les articles homonymes, voir Laurence.
Bertrand-Sévère Laurence, né le 7 septembre 1790 à Oroix (Hautes-Pyrénées) et mort le 30 janvier 1870 à Rome lors du premier concile œcuménique du Vatican, est un prélat catholique français, évêque de Tarbes de 1845 à sa mort. Il est principalement connu  du grand public pour avoir été évêque de Tarbes durant les apparitions de Lourdes en 1858, et pour les avoir reconnues quatre ans plus tard.

## Biographie

### Formation
Né le 7 septembre 1790 dans une famille de petits artisans du petit village d'Oroix, le jeune homme passe sa jeunesse en fréquentant très peu l'école. À 20 ans, il sait à peine lire et écrire et ses connaissances intellectuelles ne vont guère plus loin. 
Cependant, il se révèle un élève distingué à la pension de Bordères et à l'école secondaire de l'institution Notre-Dame de Bétharram, avant de se faire particulièrement remarquer au collège d'Aire-sur-l'Adour, dans les Landes, où il est envoyé pour terminer ses études.

### Ministères
En 1821, à l'âge de 31 ans, il est ordonné prêtre et l'année suivante nommé supérieur du petit séminaire qu'il s'agit de créer à Saint-Pé-de-Bigorre, sur les ruines d'un ancien monastère bénédictin, racheté par l'abbé Procope Lassalle, recteur du sanctuaire de Bétharram. L'abbé Laurence fait face à toutes les difficultés et c'est alors que se révèlent son esprit d'initiative et son talent d'administrateur. Le père quitte son séminaire en 1834, à la demande de son évêque Double, qui le nomme vicaire général et lui confie la direction du grand séminaire de Tarbes. Ainsi connu du diocèse, l'abbé est réclamé par les prêtres locaux pour succéder à l’évêque à sa mort. C'est ainsi que, exceptionnellement, un prêtre porte la crosse épiscopale sur les lieux de son enfance.

### Épiscopat
Le 8 janvier 1845, le père Laurence est nommé évêque de Tarbes, la confirmation a lieu le 21 avril suivant, et enfin, il est consacré le 1er juin 1845 par l'archevêque de Paris, Denis Auguste Affre. Ses principaux co-consécrateurs sont Pierre-Dominique-Marcellin Bonamie, archevêque titulaire de Chalcédoine (de) et Jean-Paul Courvezy, évêque titulaire de Bida (de).
D'une dévotion filiale envers la Vierge Marie à qui il attribue son élévation, il fait réédifier en son honneur, dans son diocèse, plusieurs sanctuaires que la Révolution avait détruits : Garaison, Héas, Piétat, … Il y rétablit également le culte et les manifestations populaires d'autrefois.
Toujours soucieux des intérêts matériels et moraux de ses diocésains, il s'occupe des hôpitaux, fonde des écoles et favorise les missions paroissiales. 

#### Apparitions de Lourdes

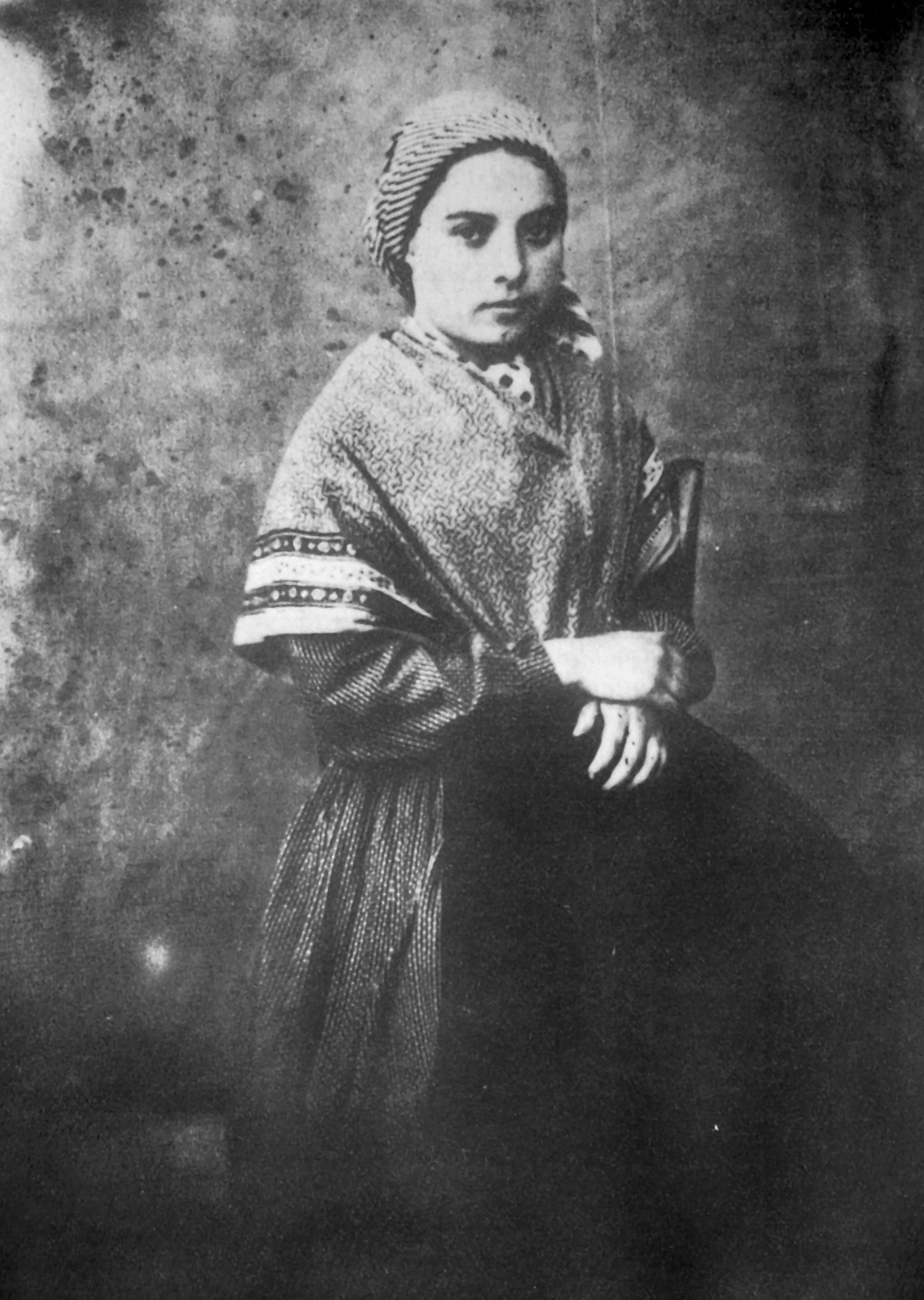
Bernadette Soubirous.

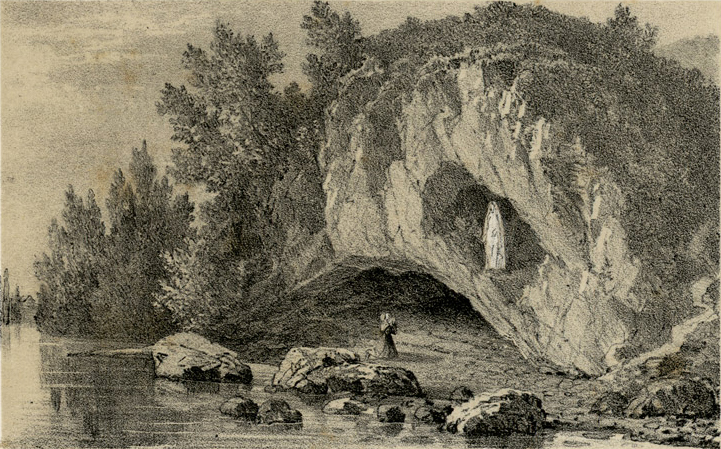
La grotte miraculeuse à Lourdes (Ch. Mercereau).

Au début de l'année 1858, l’évêque est confronté aux apparitions mariales de la cité lourdaise. Il s'informe par courrier de l'évolution des évènements, en constante relation avec l'abbé Peyramale, doyen et curé de la ville de Lourdes en ce temps-là. 
Le 28 juillet 1858, il établit une commission d'enquête chargée d'évaluer les faits et de déterminer quelle doit être la position de l'Église à leur sujet. 
Il rencontre Bernadette Soubirous pour la première fois le 5 février 1860, soit environ deux ans après les apparitions. 
Le 18 janvier 1862, après mûre réflexion et au nom de l'Église, Laurence, publie un mandement par lequel il reconnaît officiellement les apparitions de Lourdes. Dans son mandement, après un rappel descriptif des apparitions, l'évêque explique la sage lenteur que l'Église apporte dans l'appréciation des faits surnaturels. Pour lui, l'Église demande des preuves certaines, avant de les admettre et de les proclamer divins, car le démon peut égarer l'homme en se déguisant en ange de lumière : 

« Nous nous sommes inspiré auprès de la commission, composée de prêtres sages, pieux, instruits, expérimentés, qui ont interrogé l'enfant, étudié les faits, tout examiné, tout pesé. Nous avons aussi invoqué l'autorité de la science, et nous sommes demeurés convaincus que l'apparition est surnaturelle et divine, et que, par conséquent, ce que Bernadette a vu, c'est la Très Sainte Vierge. Notre conviction s'est formée sur le témoignage de Bernadette, mais surtout d'après les faits qui se sont produits et qui ne peuvent être expliqués que par une intervention divine. »

### Fin de vie
Alors qu'il doit se rendre à Rome pour le premier concile œcuménique du Vatican, déjà menacé par la maladie, certains prêtres et laïcs le prient de différer son voyage. Laurence leur répond alors : « Et mon devoir d'évêque ? Si je meurs, n'y a-t-il pas de cimetières à Rome ? ».
Il meurt à Rome le 30 janvier 1870.
Une monumentale statue dans la cour d'entrée du petit séminaire de Saint-Pé-de-Bigorre a été érigée après son décès pour lui rendre hommage. Elle y trône toujours depuis plus d'un siècle. C'est la seule statue connue de Laurence.
Par testament il lègue au petit séminaire un portrait à l'huile de lui-même, peint par Anatole Dauvergne, qui a été exposé dans le réfectoire de 1870 à 1999 et qui a échu actuellement dans un bureau des archives diocésaines à Lourdes.

## Armes
D'or à la Croix ancrée et rayonnante de gueules, au chef d'azur chargé de 3 étoiles d'argent.

## Distinctions
- Officier de la Légion d'honneur (1er août 1868)[10]
  -  Chevalier de la Légion d'honneur (10 janvier 1853)